# Lijst van beelden in Drenthe
Hieronder een overzicht van lijsten van beelden per gemeente in de provincie Drenthe.
- Lijst van beelden in Aa en Hunze
- Lijst van beelden in Assen
- Lijst van beelden in Borger-Odoorn
- Lijst van beelden in Coevorden
- Lijst van beelden in Emmen
- Lijst van beelden in Hoogeveen
- Lijst van beelden in Meppel
- Lijst van beelden in Midden-Drenthe
- Lijst van beelden in Noordenveld
- Lijst van beelden in Tynaarlo
- Lijst van beelden in Westerveld
- Lijst van beelden in De Wolden

Drenthe ·
Flevoland ·
Friesland ·
Gelderland ·
Groningen ·
Limburg ·
Noord-Brabant ·
Noord-Holland ·
Overijssel ·
Utrecht ·
Zeeland ·
Zuid-Holland